# Jesper Asselman
Jesper Asselman (* 12. März 1990 in Delft) ist ein ehemaliger niederländischer Radrennfahrer.

## Karriere
Asselman gewann bei den nationalen Meisterschaften der Junioren auf der Bahn 2007 eine Silbermedaille im Scratch und eine Bronzemedaille im Madison. 2009 wurde er beim Team Van Vliet EBH Elshof Profi und belegte 2010 den zweiten Platz auf einer Etappe des Ringerike Grand Prix. Zur Saison 2011 wechselte er zum Rabobank Continental Team. Mit der Mannschaft gelang ihm ein Erfolg beim Mannschaftszeitfahren der Vuelta a León. Nach einem Jahr bei Raiko Stölting wurde er zur Saison 2013 Mitglied im Metec-TKH Continental Cyclingteam. 2014 gewann er mit dem Team das Mannschaftszeitfahren bei der Slowakei-Rundfahrt.
Parallel startet Asselman weiter auf der Bahn. 2013 wurde er niederländischer Meister im Scratch. 2015 gewann er bei den nationalen Meisterschaften vier Medaillen, davon die Goldmedaille im Steherrennen. Bei den Derny-Europameisterschaften gewann er 2015 die Bronzemedaille und 2016 die Silbermedaille.
Zur Saison 2015 wechselte Asselman zum UCI Professional Continental Team Roompot Oranje Peloton. Bei der Eneco Tour 2015 trug er durch Zeitbonifikationen bei den Zwischensprints zwei Etappen das Trikot des Gesamtführenden. Bei der Ronde van Drenthe 2016 erzielte er als Solist mit einer Sekunde Vorsprung den ersten Einzelsieg bei einem UCI-Rennen. 2019 folgte der zweite und wichtigste Erfolg seiner Karriere mit dem Gewinn der ersten Etappe der Tour de Yorkshire, einem Rennen der hors categorie. Nach Auflösung des Team Roompot kehrte er 2020 zu seinem ehemaligen Team Metec-TKH zurück, nach der Saison 2020 beendete er seine aktive Karriere als Radrennfahrer.

## Erfolge

### Bahn
2013
- Niederländischer Meister – Scratch

2015
- Niederländischer Meister – Derny
- Europameisterschaften – Derny

2016
- Europameisterschaften – Derny

### Straße
2011
- Mannschaftszeitfahren Vuelta Ciclista a León

2014
- Mannschaftszeitfahren Slowakei-Rundfahrt

2016
- Ronde van Drenthe

2019
- eine Etappe Tour de Yorkshire